# بیل سیج
بیل سیج (انگلیسی: Bill Sage؛ زادهٔ ۱۷ ژوئیهٔ ۱۹۶۲) یک هنرپیشه، و بازیگر سینما اهل ایالات متحده آمریکا است.
او در فیلم‌های دختر طرفدار، بعد از همه‌چیز، کودکان الکتریکی، خانواده پرز، مقدسین بیابان و هنر عالی بازی کرده‌است.